# Mem (lettera)
| Fenicio | Ebraico       | Ebraico       | Ebraico       | Ebraico      | Ebraico      | Ebraico      |
|         | Forma normale | Forma normale | Forma normale | Forma finale | Forma finale | Forma finale |
| ------- | ------------- | ------------- | ------------- | ------------ | ------------ | ------------ |
| Mem     | מ             | מ             |               | ם            | ם            |              |

Mem (מ,ם - a volte traslitterato con Meem o Mim) è la tredicesima lettera di molti abjad semitici, come il fenicio, l'aramaico, l'ebraico (dove si può scrivere מ o ם) e l'arabo (mīm, م‎). Il suo valore fonemico è m.

## Storia
La lettera fenicia ha dato origine alla μ greca, alla  dell'etrusco, alla M latina e alla M cirillica.
Si presume che Mem provenga dal simbolo geroglifico egizio dell'acqua mossa:
| N35 |

Tale geroglifico venne semplificato dai fenici e chiamato secondo la loro parola che denomina l'acqua, mem (), in origine derivato dal protosemitico *maʾ-/*may-.

## Memebraica
| Varianti ortografiche nella forma non finale | Varianti ortografiche nella forma non finale | Varianti ortografiche nella forma non finale | Varianti ortografiche nella forma non finale | Varianti ortografiche nella forma non finale |
| Vari font tipografici                        | Vari font tipografici                        | Vari font tipografici                        | Corsivo ebraico                              | Carattere Rashi                              |
| Serif                                        | Sans-serif                                   | Monospazio                                   | Corsivo ebraico                              | Carattere Rashi                              |
| -------------------------------------------- | -------------------------------------------- | -------------------------------------------- | -------------------------------------------- | -------------------------------------------- |
| מ                                            | מ                                            | מ                                            |                                              |                                              |

Ortografia ebraica compitata: מֵם‎

### Pronuncia
Mem rappresenta una nasale bilabiale [ m ].

### Variazioni
| Varianti ortografiche nella forma finale | Varianti ortografiche nella forma finale | Varianti ortografiche nella forma finale | Varianti ortografiche nella forma finale | Varianti ortografiche nella forma finale |
| Vari font tipografici                    | Vari font tipografici                    | Vari font tipografici                    | Corsivo ebraico                          | Carattere Rashi                          |
| Serif                                    | Sans-serif                               | Monospazio                               | Corsivo ebraico                          | Carattere Rashi                          |
| ---------------------------------------- | ---------------------------------------- | ---------------------------------------- | ---------------------------------------- | ---------------------------------------- |
| ם                                        | ם                                        | ם                                        |                                          |                                          |

In ebraico, Mem, come Kaph, Nun, Pe, e Tsadi, ha una sua forma finale, usata alla fine di parole. Il grafema cambia da  מ a ם. La pronuncia non cambia.

### Significato
Nella ghematria, Mem rappresenta il numero 40 (quaranta), secondo i metodi Standard e Mispar Gadol. Tuttavia, il valore numerico della mem finale (mem sofit) è 40 secondo il Metodo Standard e 600 nel Metodo Mispar Gadol. Il Metodo Standard aggiunge i valori di Tav e Resh (400+200) per specificare il valore della mem sofit.
Nello Sefer Yetzirah, la lettera Mem è "Re sull'acqua", "Terra formata nell'Universo" , "Freddo nell'anno" e "Pancia nell'anima".
Quale abbreviazione, indica il metro. Nell'Esercito israeliano può inoltre indicare mefaked, comandante. Nei testi religiosi ebraici, può denotare il Nome di Dio Makom, il Luogo.

### Meme Tarocchi
Nei Tarocchi, Mem è associata a "La Morte" ed è il sentiero tra Ghevurah e Hod nell'Albero della vita.

## Altri nomi
- Meēm
- Mīm